# فندوق صابونی هندی
فندوق صابونی هندی (نام علمی: Sapindus rarak) نام یک گونه از سرده فندوق صابونی است.